# Pierre Surirey de Saint-Remy
Pierre Surirey de Saint-Remy (décembre 1644, Saint-Remy-sur-Orne - 25 décembre 1716, Paris) est un général français.

## Biographie
Il suit la carrière militaire et entre vers 1670 dans le Corps royal de l'Artillerie.
Commissaire provincial de l'Artillerie en 1692, il est l'auteur des Mémoires d'artillerie, publiés pour la première fois en 1697. Cet ouvrage fera référence au cours du XVIIIe siècle.
Il est nommé lieutenant du Grand maître de l'artillerie de France en 1703 et maréchal de camp.
Il avait épousé en 1672 Marie-Madeleine Hénault, tante de Charles-Jean-François Hénault.

## Publications

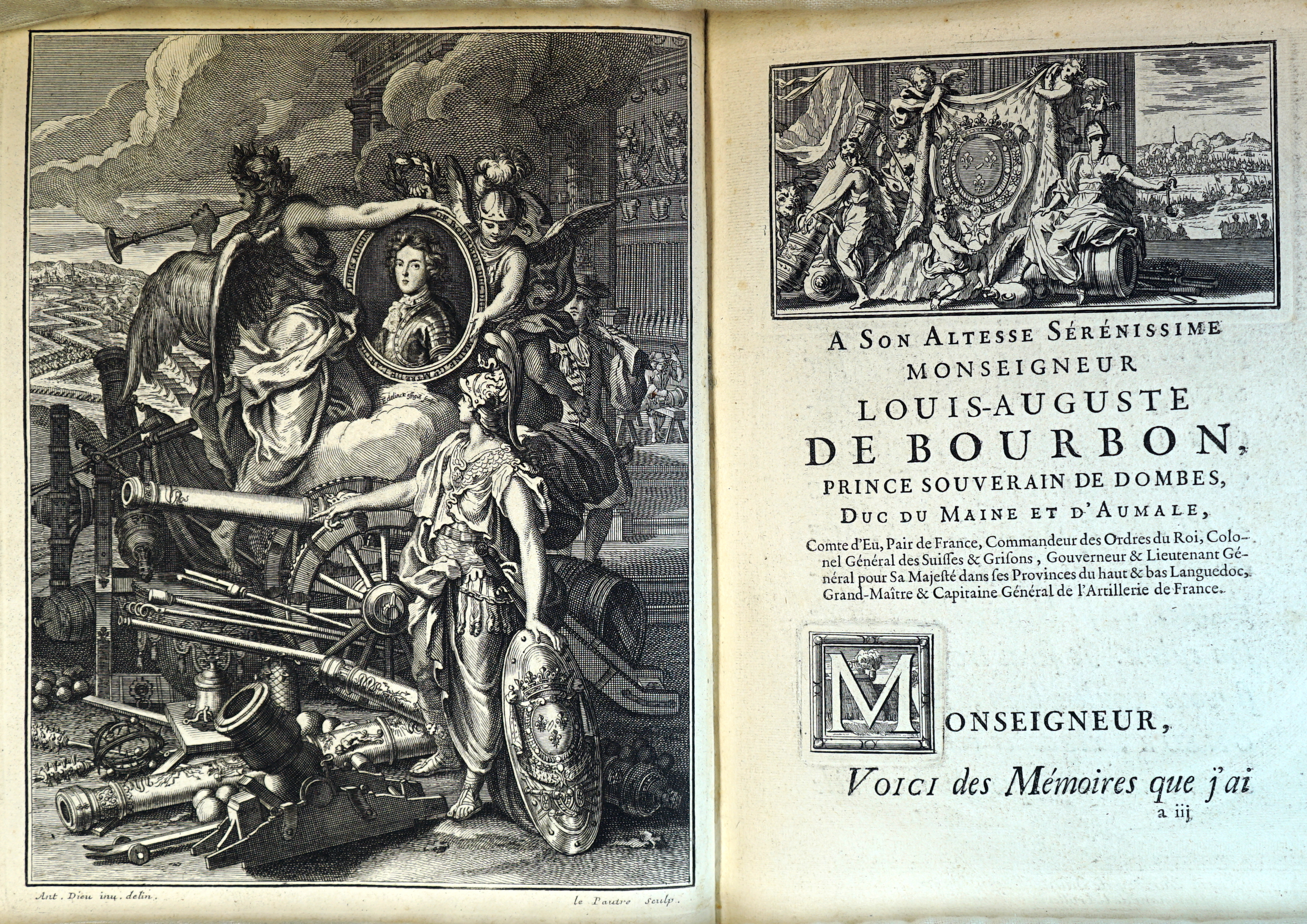
Son Mémoires d'artillerie..., troisième édition imprimé par Rollin fils à Paris ; dessin de Antoine Dieu et gravure de Lepautre, Bibliothèque Carnegie (Reims).

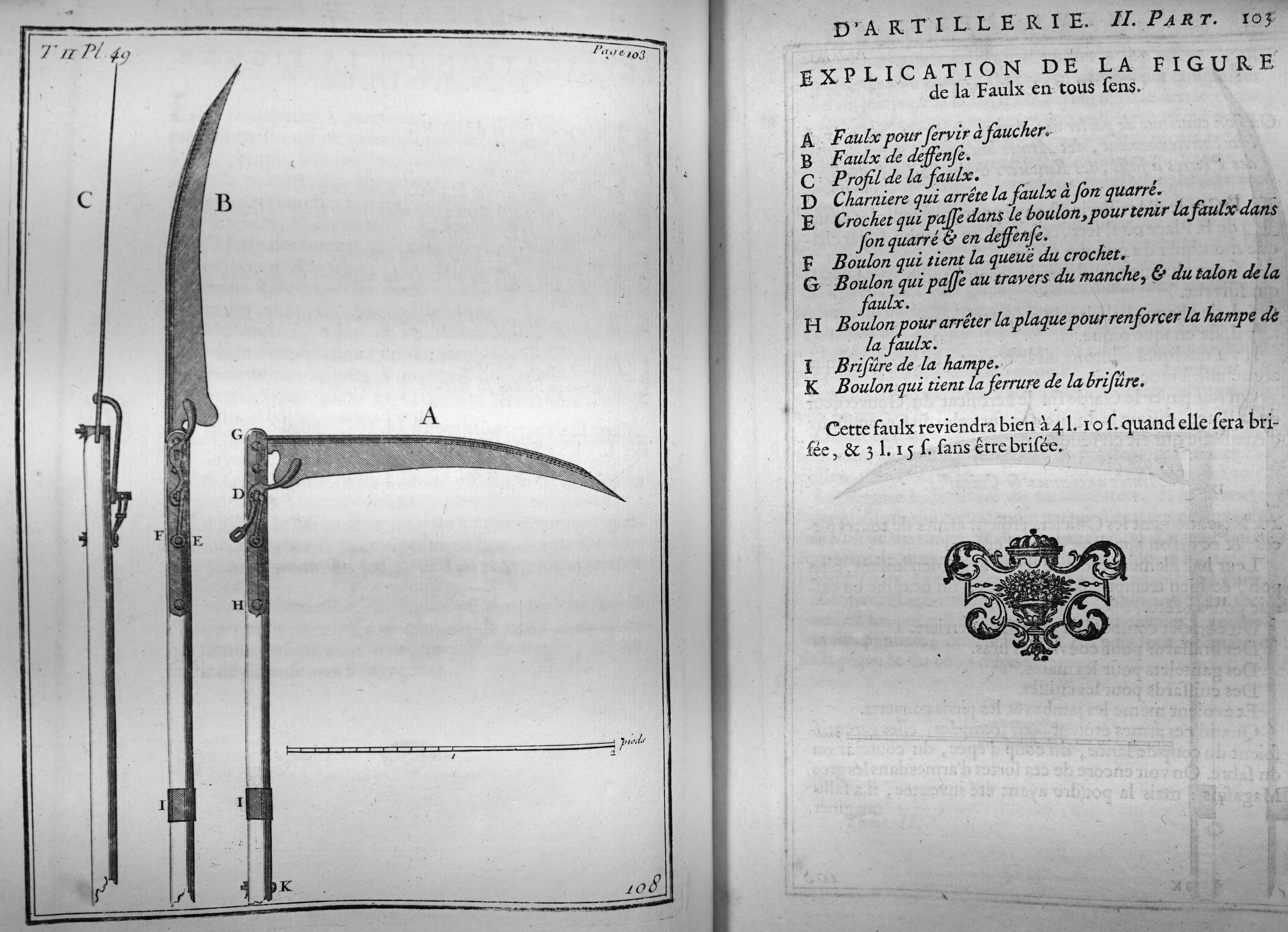

- Mémoires d'artillerie... (1697)